# Neosparassus haemorrhoidalis
Neosparassus haemorrhoidalis là một loài nhện trong họ Sparassidae.
Loài này thuộc chi Neosparassus. Neosparassus haemorrhoidalis được Ludwig Carl Christian Koch miêu tả năm 1875.